# Поясохвіст малий
Поясохвіст малий (Cordylus cataphractus) — представник роду Поясохвіст родини Поясохвостів. Інші назви «поясохвіст Армаділла», «золота ящірка Армаділла».

## Опис
Загальна довжина цього поясохвоста коливається від 15 до 21 см. Спина має коричневий колір з різними відтінками. Черево жовтуватого забарвлення з чорними плямами. Голова дещо витягнута. Хвіст, шия та кінцівки вкриті шипами. Хвіст, як й у всіх поясохвостів, має велику луску, яка розташована правильними широкими поперечними поясами. Кінцівки короткі, втім достатньо міцні. На голові та спині є тверді кістяні пластини на кшталт панцира. Спостерігається статевий диморфізм — самці більші від самиць.

## Спосіб життя
Полюбляє скелясту, пустельну місцину. Живе у групах до 60 особин. Ховається в ущелинах та щілинах. При небезпеці скручується у кільце, хапаючи пащею свій хвіст. Харчується комахами та дрібними безхребетними.
Це живородна ящірка. Самиця народжує 1—2 дитинчат.

## Розповсюдження
Це африканський ендемік. Мешкає на півдні континенту.